# Potez XXII
Dimensions
Le Potez XXII est un biplan trimoteur de transport français construit en 1923.

## Historique
Le Potez XXII est conçu par la société des Aéroplanes Henry Potez.

Cet avion est dérivé du Potez X. Il adopte les empennages du Potez X A ainsi que la voilure modifiée sans ailerons débordants et le train d'atterrissage du Potez XVIII. La motorisation repose sur des Bristol Jupiter, fabriqués sous licence par Gnome et Rhône. Le poste de pilotage est disposé à l'avant de la cabine, équipée pour accueillir 12 passagers.
Le premier vol a lieu en 1923 puis l'avion est présent au grand prix des avions de transport, la même année. Les vols d'essais se déroulent au STAé, à Villacoublay, les 7 et 8 avril 1924. L'avion n'est pas produit en série.

## Utilisateurs

### France
- Utilisateur : Potez, prototype.